# DM i BMX 2022
Danmarksmesterskaberne i BMX 2022 var den 28. udgave af DM i BMX. Mesterskabet fandt sted den 22. juni 2022 hos Falcon BMX i Aalborg. For første gang skulle der også findes vindere i U23-klassen. Mesterskaberne skete i forbindelse med den første udgave af DM-ugen.
Samlet var 14 ryttere tilmeldt mesterskaberne, fire kvinderyttere og ti herrer. 

## Løbene
Hos herrerne var Kasper Olsson den eneste tilmeldte rytter i seniorrækken, og han skulle derfor kører sammen med de fem U23-ryttere. I de tre heat blev det til en tredje-, fjerde- og andenplads. Til trods for at Olsson endte på en samlet tredjeplads, efter Jakob Sardag og Magnus Dyhre, kunne han lade sig hylde som senior-danmarksmester. Jakob Sardag fik dannebrogstrøjen som bedste U23-rytter. Hos junior-herrerne stillede fire ryttere til start, hvor Hjalte Bech Feldt efter to heatsejre og en andenplads, blev dansk mester.
Hos damerne kørte de fire tilmeldte ryttere sammen i de tre heat. Én senior, to U23 og én junior. Sidste års seniormester, 20-årige Malene Kejlstrup Sørensen, vandt alle tre heat, men da hun stillede op i U23-rækken, blev Dorte Balle kåret som danmarksmester i seniorrækken. Kejlstrup Sørensen blev U23-mester med Rikke Balle på andenpladsen. Juniorrytteren Alberte Idskov endte sidst i alle tre heats, men blev kåret som juniormester.

## Resultater
| Event        | Guld                                    | Sølv                                   | Bronze                              |
| ------------ | --------------------------------------- | -------------------------------------- | ----------------------------------- |
| Herrer       |                                         |                                        |                                     |
| Herrer elite | Kasper Olsson (Københavns BMX Klub)     | ingen                                  | ingen                               |
| U23 Herrer   | Jakob Sardag (Roskilde BMX Klub)        | Magnus Dyhre (TSIF Cykling Taulov BMX) | Simon Juul Højsgaard (Randers BMX)  |
| Herrejunior  | Hjalte Bech Feldt (Randers BMX)         | Marcus Leth (Randers BMX)              | Oliver Østergaard Sayk (Falcon BMX) |
| Damer        |                                         |                                        |                                     |
| Damer elite  | Dorte Balle (BMX Limfjord)              | ingen                                  | ingen                               |
| U23 Damer    | Malene Kejlstrup Sørensen (Randers BMX) | Rikke Balle (BMX Limfjord)             | ingen                               |
| Damejunior   | Alberte Idskov (Falcon BMX)             | ingen                                  | ingen                               |